# Közrend
A közrend az állami és társadalmi békesség, ami egy ország írott és íratlan szabályainak betartásában nyilvánul meg.[forrás?]
A  bíróságok jogalkalmazása a közrend megszilárdítására törekszik.

## Magánjogi felfogás
A magánjogi gondolkodás a közrend fogalmát igen szűken értelmezi, abban a jogrendszer alapjait képező legfontosabb elvek és intézmények feltétlen érvényesülését látja.
Az egyik felfogás lényege, hogy a közrend fogalma alá vonható intézményeket és elveket a jog feltétlenül meg kívánja védeni, érvényre akarja juttatni az – adott esetben alkalmazandó – idegen (külföldi) polgári (családi stb.) jog eltérő eredményre vezető hatásával szemben.
Egy másik meghatározás lényege szerint a (belföldi) közrend az adott állam jogrendszerének alapelveire, alapintézményeire, alapvető értékeire vezethető vissza.

A nemzetközi magánjogban a közrend  fogalmát azon állam joga szerint kell vizsgálni, ahol a határozat végrehajtását kérik. Az Európai Közösségek Bíróságának a közrendi záradékba ütközéssel kapcsolatosan kifejtett álláspontja szerint (Krombach ügy C-7/1998), a közrendi záradékba ütközés fogalma szűken értelmezendő, az csak kivételes esetekben alkalmazható. A bíróság állandó joggyakorlata alapján a közrend sérelmével jár az alapjogok vagy az általános jogelvek, különösen az emberi jogok védelmére vonatkozó nemzetközi egyezményekben szereplő jogok sérelme. Ide tartozik a tisztességes tárgyaláshoz, eljáráshoz való alapjog, melynek megsértése, s az így hozott határozat végrehajtatása elfogadhatatlan mértékben ellentétes lehet a végrehajtás szerinti állam közrendjével.

## A magyar büntetőjogban
Bár általánosságban valamennyi bűncselekmény sérti vagy veszélyezteti a közrendet, vannak olyan bűncselekmények, amelyeknél az elsődleges jogvédett érdek maga közrend és nem pl. az állam alkotmányos rendje, vagy biztonsága. Az ilyen  bűncselekményeket a korábbi magyar Btk. egyetlen fejezetben helyezte el.

### A már nem hatályos 1978. évi IV. törvényben
A korábbi Btk., az 1978. évi IV. törvény XVI. fejezete ("A közrend elleni bűncselekmények") alá a következő címek tartoztak:
- I. cím: A közbiztonság elleni bűncselekmények
- II. cím: A köznyugalom elleni bűncselekmények
- III. cím: A közbizalom elleni bűncselekmények
- IV. cím: A közegészség elleni bűncselekmények

### A hatályos büntetőjogban
A hatályos 2012. évi C. törvény nem használja ugyan a korábbi fejezetcímet, ám a korábbi címek most is megmaradtak.